# NGC 5566
NGC 5566 ist eine Balken-Spiralgalaxie mit aktivem Galaxienkern vom Hubble-Typ SBab im Sternbild Jungfrau auf der Ekliptik. Sie ist schätzungsweise 67 Millionen Lichtjahre von der Milchstraße entfernt und hat einen Durchmesser von etwa 135.000 Lichtjahren. Gemeinsam mit den Galaxien NGC 5560 und NGC 5569 bildet sie ein gravitativ wechselwirkendes Trio mit der Katalog-Nr. Arp 286. Halton Arp gliederte seinen Katalog ungewöhnlicher Galaxien nach rein morphologischen Kriterien in Gruppen. Dieses Galaxienpaar gehört zu der Klasse Doppelgalaxien mit Einströmung und Anziehung.
Das Objekt wurde am 30. April 1786 von dem deutsch-britischen Astronomen Wilhelm Herschel entdeckt.

## NGC 5566-Gruppe (LGG 379)
| Galaxie  | Alternativname | Entfernung/Mio. Lj |
| -------- | -------------- | ------------------ |
| NGC 5566 | PGC 51233      | 67                 |
| NGC 5560 | PGC 51223      | 77                 |
| NGC 5569 | PGC 51241      | 79                 |
| NGC 5574 | PGC 51270      | 70                 |
| NGC 5576 | PGC 51275      | 67                 |
| NGC 5577 | PGC 51286      | 66                 |